# Theresina punctata
Theresina punctata là một loài bọ cánh cứng trong họ Cerambycidae.